# Податкувек
Податкувек (пол. Podatkówek) — село в Польщі, у гміні Пацина Ґостинінського повіту Мазовецького воєводства.
Населення — 125 осіб (2011).
У 1975-1998 роках село належало до Плоцького воєводства.

## Демографія
Демографічна структура станом на 31 березня 2011 року:
|          | Загалом | Допрацездатний вік | Працездатний вік | Постпрацездатний вік |
| -------- | ------- | ------------------ | ---------------- | -------------------- |
| Чоловіки | 67      | 16                 | 44               | 7                    |
| Жінки    | 58      | 9                  | 34               | 15                   |
| Разом    | 125     | 25                 | 78               | 22                   |